# Bertran de Barcelona
Bertran (Provença, principis de segle xi - Barcelona, 1095) fou bisbe de Barcelona del 1086 al 1095.

## Dades
Bertran era canonge al monestir de Sant Ruf d'Avinyó, quan fou escollit per al setial de Barcelona per substituir Umbert.
Durant el seu mandat, va fundar a Sant Adrià de Besòs un convent del seu Orde de Predicadors, sotmès al de Sant Ruf, i posà al seu davant, com a prior, Oleguer, fins aquells moments prevere de la Catedral.
El març de 1090 va participar en el concili d'aquell any a Narbona convocat pel seu valedor, l'arquebisbe Dalmau. Aquell mateix any acompanyaria l'arquebisbe a Roma per entrevistar-se amb el papa Urbà II.
Mort, probablement a finals de 1095, fou succeït a la seu per Folc II de Cardona.